# Elsa Billgren
Elsa Billgren, née le 1er février 1986 à Göteborg, est une présentatrice de télévision et blogueuse de mode suédoise,. Elle a présenté plusieurs programmes télévisés sur ZTV (en), SVT et TV4, et a également animé des émissions de radio sur Sveriges Radio. Billgren a également écrit un livre de non-fiction et une nouvelle.

## Carrière
Billgren a commencé à travailler en tant que reporter et présentatrice de télévision pour la chaîne ZTV (en) juste après ses études,. Entre 2006 et 2009, elle présente sur cette chaîne les émissions de divertissement Uppladdat et Cocobäng,. En 2009, elle présente Mega sur Barnkanalen et Rec sur SVT1. En 2010, elle présente Antikdeckarna sur la chaîne (désormais disparue) TV4 Plus (en). Billgren était également la présentatrice des retransmissions web sur le site de SVT durant l'édition 2011 du Melodifestivalen ; elle animait aussi le programme « after » de ce festival, intitulé Melodfestivalen 2011: Eftersnack. En 2011, elle anime l'émission de radio Hallå i P3 sur Sveriges Radio P3, ainsi que le programme comique Har du hört den förut? sur SVT.
Le 20 juillet 2012, elle est invitée dans l'émission Sommar i P1, et participe la même année à Sommarpratarna sur SVT. Plus tard en 2012, elle devient décoratrice dans l'émission de valorisation immobilière Äntligen hemma (en) sur TV4.
Billgren est également blogueuse de mode et de décoration sur le site internet du magazine Elle. Elle a aussi publié deux livres : Elsa Billgrens Vintage (2013) et sa première nouvelle Man kan vinka till varandra från balkongerna en novembre 2013.

## Vie personnelle
Elsa Billgren est la fille de l'écrivain et artiste Ernst Billgren (en) et de l'artiste Helene Billgren (en).